# یانا گورسکایا
یانا گورسکایا (انگلیسی: Yana Gorskaya؛ زادهٔ ۲۷ اوت ۱۹۷۳) تدوین‌گر اهل روسیه و ایالات متحده آمریکا است.
از فیلم‌ها یا مجموعه‌های تلویزیونی که وی در آن‌ها نقش داشته‌است، می‌توان به آنچه در سایه انجام می‌دهیم (مجموعه تلویزیونی)، آنچه در سایه‌ها انجام می‌دهیم (فیلم) و هدف بعدی پیروزی است اشاره نمود.